# 샐리 프레스먼
샐리 프레스먼(1981년 8월 1일 ~ )은 미국의 배우, 무용가이다

## 출연 작품

### 영화
- Zombies Anonymous (2006)
- 마이 베프 걸 (2008)
- 400 데이즈 (2015) - 달라 역

### 텔레비전
- 아미 와이브즈 (2007-13) - 록시 르블랑 역